# Köteles László (politikus, 1973–2021)
Köteles László (Sárospatak 1973. január 9. – Komlóska, 2021. április 16.) magyar politikus, Komlóska polgármestere (1994–2019). A Borsod-Abaúj-Zemplén Megyei Közgyűlés tagja.

## Élete
Apja kőműves  és anyja vendéglátó-üzletvezető. Az általános iskola alsó tagozatát a komlóskai kisiskolában, a felső tagozatot az Erdőhorváti Körzeti Általános Iskolában végezte el. Középiskolai tanulmányait Miskolcon, a Kós Károly Építőipari Szakközépiskolában folytatta, ahol érettségit és építőipari technikus képesítést szerzett.  1993-1994-ben sorkatonai szolgálatot töltött Budapesten.Ez idő alatt Budapesten élt. 1994 decemberében szülőfalujában 21 évesen polgármesterré választották. Ekkoriban ő volt Magyarország legfiatalabb polgármestere.  
A polgármesterség alatt is folytatta tanulmányait. Felsőfokú számítástechnikai programozói szakképesítést, majd agrármérnöki és számítástechnikai szakmérnöki diplomát is szerzett a Nyíregyházi Főiskolán. 25 évesen elvesztette apját. A polgármesterség mellett jelentős volt a társadalmi szerepvállalása. Számos civil szervezetnek volt a vezetője, és a szociális szférában is tevékenykedett társadalmi munkában.
1995-ben alapították meg a Tölgyesbérc Erdőszövetkezetet, mellyel fő célja volt a földtulajdonosok egy közösségben való tartása,és a helyi munkahelyek teremtése. 2000–2010-ig a Tölgyesbérc Erdőszövetkezet felügyelőbizottsági elnöke volt.
2003-ban házasságot kötött Renátával. Két gyermekük született, Eszter és Benedek. Hosszan tartó betegséget követően hunyt el.

## Politikai tevékenysége
Új Kezdet Párt tagja. Komlóska volt polgármestere, a Borsod-Abaúj-Zemplén Megyei Közgyűlés tagja. 2018-ban az LMP – Új Kezdet jelöltjeként indult az országgyűlési választáson. 2018-as országgyűlési választásokat követően annak ellenére nem kapta meg a mandátumot szerzett, de arról lemondott Gémesi György helyét a parlamentben, hogy a kis párt tizenegy indulója közül az egyik legjobban szereplő jelölt volt. Ezt követően jelentette be kilépését a pártból. 
2018 végén megalapította a Mindenki Magyarországa Mozgalmat, Márki-Zay Péterrel, Hadházy Ákossal és a többi alapítóval.